# Nordiska rådets priser 2017

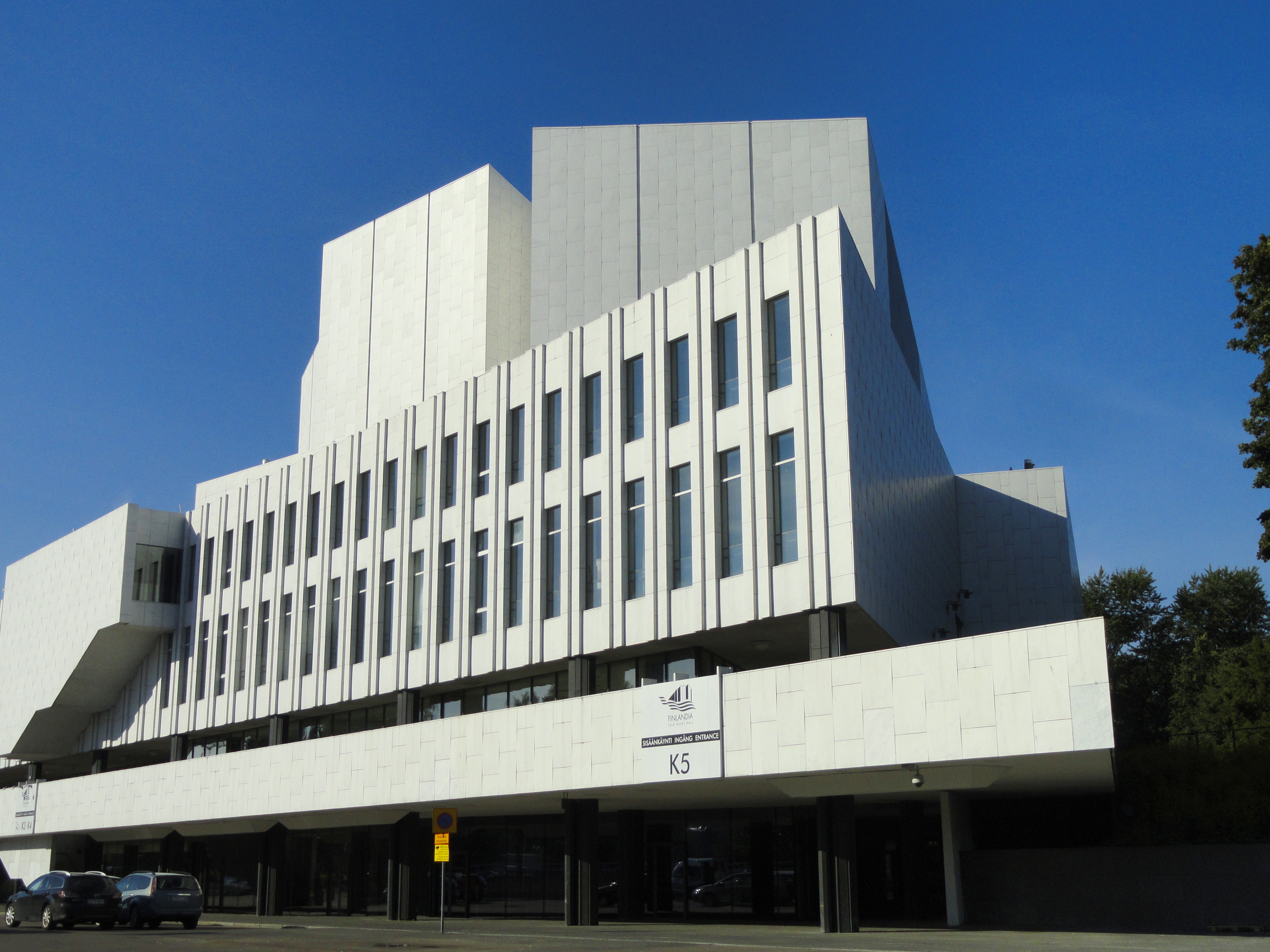
Finlandiahuset, platsen för prisutdelningen

Nordiska rådets priser 2017 delades ut i de fem kategorierna litteratur, barn- och ungdomslitteratur, film, musik och miljö. Pristagarna tillkännagavs den 1 november 2017 under en prisceremoni i Finlandiahuset i Helsingfors.

## Pristagare och nominerade

### Barn- och ungdomslitteratur
Nordiska rådets pris för barn- och ungdomslitteratur gick till Ulf Stark och Linda Bondestam för Djur som ingen sett utom vi, nominerad av Sverige. Följande nominerades till priset:
| Författare                  | Illustratör                        | Svensk titel                   | Ursprungstitel                 | Land                     |
| --------------------------- | ---------------------------------- | ------------------------------ | ------------------------------ | ------------------------ |
| Ulf Stark                   | Linda Bondestam                    | Djur som ingen sett utom vi    | Djur som ingen sett utom vi    | Sverige                  |
| Elin Bengtsson              | ¡                                  | Ormbunkslandet                 | Ormbunkslandet                 | Sverige                  |
| Hanne Kvist                 | ¡                                  | Dyr med pels – og uden         | Dyr med pels – og uden         | Danmark                  |
| Annette Herzog              | Katrine Clante och Rasmus Bregnhøi | Hjertestorm – Stormhjerte      | Hjertestorm – Stormhjerte      | Danmark                  |
| Kirste Paltto               | ¡                                  | Luohtojávrri oainnáhusat       | Luohtojávrri oainnáhusat       | Det samiska språkområdet |
| Minna Lindeberg             | Jenny Lucander                     | Vildare, värre, Smilodon       | Vildare, värre, Smilodon       | Finland                  |
| Inka Nousiainen             | Satu Kettunen                      | Yökirja                        | Yökirja                        | Finland                  |
| Rakel Helmsdal              | ¡                                  | Hon, sum róði eftir ælaboganum | Hon, sum róði eftir ælaboganum | Färöarna                 |
| Hafsteinn Hafsteinsson      | ¡                                  | Enginn sá hundinn              | Enginn sá hundinn              | Island                   |
| Kristín Ragna Gunnarsdóttir | ¡                                  | Úlfur og Edda: Dýrgripurinn    | Úlfur og Edda: Dýrgripurinn    | Island                   |
| Bjørn Ingvaldsen            | ¡                                  | Far din                        | Far din                        | Norge                    |
| Anders N. Kvammen           | ¡                                  | Ungdomsskolen                  | Ungdomsskolen                  | Norge                    |

### Film
Nordiska rådets filmpris gick till regissören och manusförfattaren Selma Vilhunen och producenterna Kaarle Aho och Kai Nordberg för Den lilla sparven, nominerad av Finland. Följande nominerades till priset:
| Svensk titel      | Ursprungstitel      | Regissör                    | Manusförfattare             | Producent                                                     | Land    |
| ----------------- | ------------------- | --------------------------- | --------------------------- | ------------------------------------------------------------- | ------- |
| Den lilla sparven | Tyttö nimeltä Varpu | Selma Vilhunen              | Selma Vilhunen              | Kaarle Aho och Kai Nordberg                                   | Finland |
| Forældre          | Forældre            | Christian Tafdrup           | Christian Tafdrup           | Thomas Heinesen                                               | Danmark |
| Heartstone        | Hjartasteinn        | Guðmundur Arnar Guðmundsson | Guðmundur Arnar Guðmundsson | Jesper Morthorst, Anton Máni Svansson och Lise Orheim Stender | Island  |
| Fluefangeren      | Fluefangeren        | Izer Aliu                   | Izer Aliu                   | Khalid Maimouni                                               | Norge   |
| Sameblod          | Sameblod            | Amanda Kernell              | Amanda Kernell              | Lars G. Lindström                                             | Sverige |

### Musik
Nordiska rådets musikpris gick till Susanna Mälkki, nominerad av Finland. Följande nominerades till priset:
| Namn                      | Land     |
| ------------------------- | -------- |
| Susanna Mälkki            | Finland  |
| Iiro Rantala              | Finland  |
| FIGURA Ensemble           | Danmark  |
| The Danish String Quartet | Danmark  |
| Yggdrasil                 | Färöarna |
| Nanook                    | Grönland |
| Víkingur Heiðar Ólafsson  | Island   |
| Emilíana Torrini          | Island   |
| Supersilent               | Norge    |
| Lise Davidsen             | Norge    |
| Martin Fröst              | Sverige  |
| Seinabo Sey               | Sverige  |
| Jenny Carlstedt           | Åland    |

### Miljö
Nordiska rådets miljöpris gick till Repack, nominerat av Finland. Följande nominerades till priset:
| Initiativ                             | Beskrivning                                                                 | Land    |
| ------------------------------------- | --------------------------------------------------------------------------- | ------- |
| Repack                                | "Återanvändbara förpackningar för e-handel"                                 | Finland |
| Rec alkaline                          | "Alkaliska batterier blir ren gödsel med mikronäringsämnen"                 | Finland |
| Landspítali                           | "Mindre avfall, färre engångsprodukter, mer återbruk och minimalt matspill" | Island  |
| Verandi                               | "Högklassiga hudvårdsprodukter av återvunna naturresurser"                  | Island  |
| Eyde-klyngen                          | "Utvecklar cirkulär ekonomi inom industrin: värde ur avfall"                | Norge   |
| Hold Norge rent                       | "En ideell organisation som arbetar mot förorening"                         | Norge   |
| Restarters Oslo                       | "Inspirerar folk att ta del i en kreativ och social reparationskultur"      | Norge   |
| Allwin AB                             | "Minskar matsvinn - 2 miljoner måltider till utsatta per år"                | Sverige |
| Ica och Rescued fruits                | "Dryck gjord av räddad frukt från ICA"                                      | Sverige |
| Matcentralen, Stockholms Stadsmission | "Arbetsintegration och omfördelning av matsvinn"                            | Sverige |
| Swedish Algae factory                 | "Ökar effekten hos solpaneler med material utvunnet från alger"             | Sverige |